# Kakadu-Zwergbuntbarsch

Weibchen mit Jungen

Der Kakadu-Zwergbuntbarsch (Apistogramma cacatuoides) ist eine Art aus der Familie der Buntbarsche. Sein Fortbestand als Art ist im Gegensatz zu anderen Arten aus der Gattung der Apistogramma gesichert, da er vielfältig in Aquarien nachgezüchtet wird. Allerdings weisen die mittlerweile in zahlreichen Generationen gezüchteten Aquarienfische deutlich andere Farben als die Wildform auf.

## Merkmale
Das Männchen der Kakadu-Zwergbuntbarsche erreicht eine Körperlänge von acht Zentimetern. Die Weibchen bleiben wesentlich kleiner und erreichen ausgewachsen nur eine Länge von fünf Zentimetern, zudem haben sie nicht so lang ausgezogene Flossen wie die Männchen. Die Fische haben einen wenig langgestreckten und mäßig hohen Körper. Das Maul ist im Verhältnis zum Körper verhältnismäßig groß und hat auffällig wulstige Lippen. Kennzeichnendes Merkmal sind drei bis vier wellenförmige Streifen am Unterbauch. Sie treten bei beiden Geschlechtern auf.

## Vorkommen
Wie alle Buntbarsche der Gattung Apistogramma hat auch diese Art nur ein sehr kleines Verbreitungsgebiet. Bis jetzt ist er nur in der Nähe der peruanischen Stadt Pucallpa am Río Ucayali nachgewiesen. Sein Lebensraum sind kleine, flache Wasserläufe oder lagunenartige Wasseransammlungen im tropischen Regenwald. Die Fische halten sich bevorzugt in sehr flachen Wasserzonen mit einer Temperatur zwischen 24 und 28 °C auf. Typisch ist eine dicke Laubschicht auf dem Boden der Gewässer, zwischen denen sich die Fische aufhalten. Auch Unterwasserpflanzen und Steine werden als Versteck benutzt.

## Fortpflanzung
Das Weibchen legt die Eier an der Decke einer Höhle oder unter Blattunterseiten ab. Es kümmert sich alleine um die Brut, während das Männchen das Brutrevier verteidigt.

## Aquaristik
Im natürlichen Lebensraum weisen die Gewässer, in denen diese Art bis jetzt gefunden wurde, weiches bis mittelhartes und leicht basisches Wasser auf. Männchen sind revierbildend, deswegen sollte nur ein Paar, oder ein Männchen mit zwei Weibchen gehalten werden. Die verhältnismäßig scheuen Fische sollten nur mit sehr ruhigen Beifischen gemeinsam gehalten werden.

### Zuchtformen

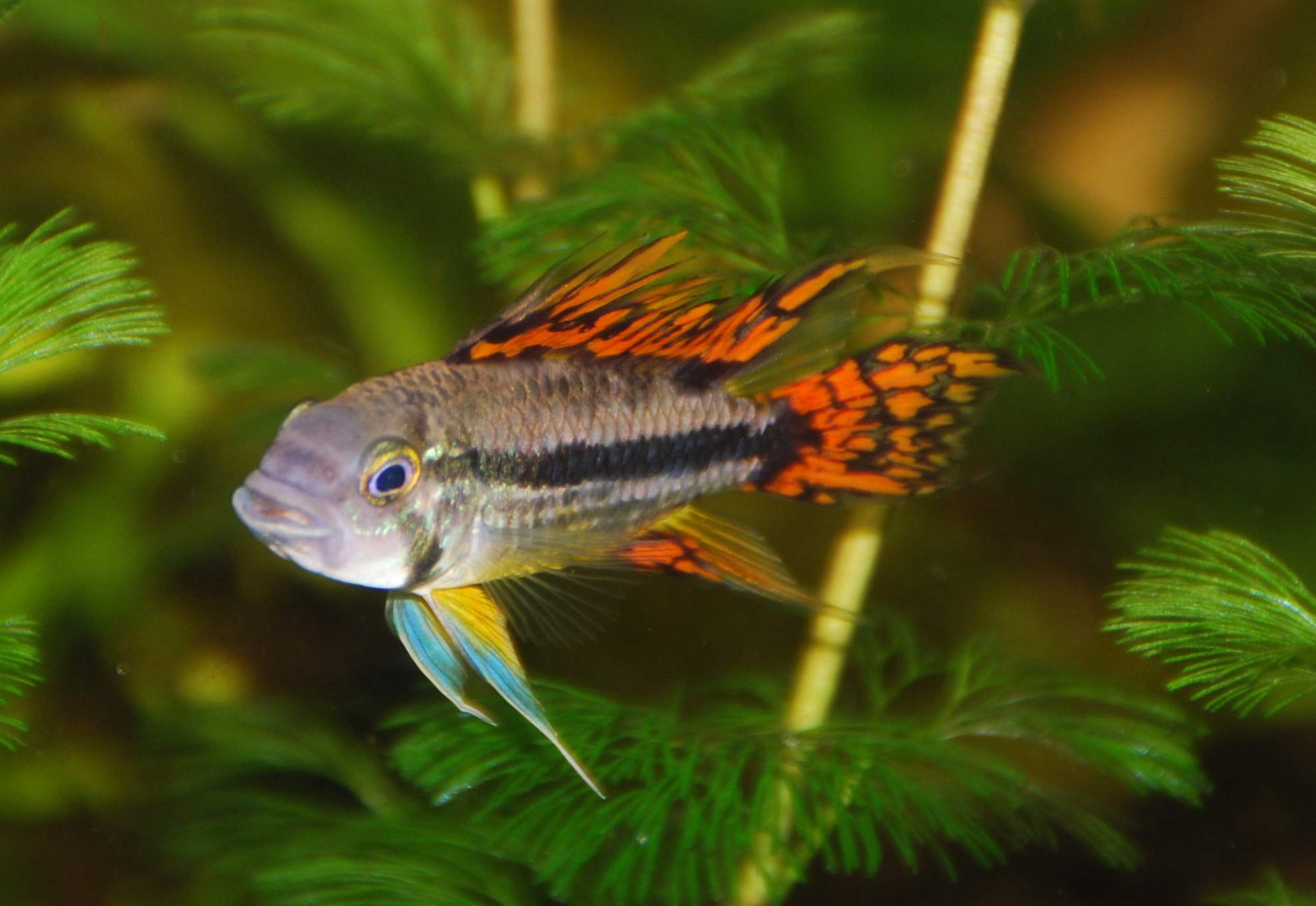
Doppelrot-Zuchtform

- Albino: heller Körper mit leichter Musterung und roten Augen
- Doppelrot: Rücken- und Schwanzflosse sind rot-schwarz gemustert
- Dreifachrot: Rücken-, Schwanz- und Afterflosse sind rot-schwarz gemustert
- Orange Flash: orange Rücken-, Schwanz- und Afterflosse

### Rechtsvorschrift in Österreich
In Österreich sind die Mindestanforderungen zur Haltung von Fischen in der Verordnung 486 im §7 und deren Anlage 5 definiert. Siehe dazu auch den Wikipedia-Eintrag Zierfische.
Speziell für Kakadu-Zwergbuntbarsche gilt zusätzlich, dass folgende Grenzwerte eingehalten werden müssen:
|                                  | Wert         | Anmerkung                         |
| -------------------------------- | ------------ | --------------------------------- |
| Mindestgröße des Aquariums       | 60 × 30 × 30 | Länge × Breite × Höhe in [cm]     |
| Bereich für die Wassertemperatur | 22 – 30      | Grad Celsius [°C]                 |
| Bereich für die Wasserhärte      | 0 – 15       | Grad deutscher Gesamthärte [⁰dGH] |
| Bereich pH-Wert                  | 6,0 – 8,0    | Säuregrad                         |
| Maximalwert Nitrat               | 50           | [mg/l]                            |